# Veracruz (Bogotá)

Veracruz es un barrio de la UPZ Las Nieves, situada en localidad de Santa Fe de la ciudad de Bogotá. Se encuentra en la zona oriental de la ciudad, cerca de sus cerros Orientales y en la parte central de su localidad.

## Historia
En la zona meridional del barrio Veracruz se encuentra el Parque Santander, antiguamente conocido como plaza de las Yerbas, es uno de los lugares citado por algunas fuentes como lugar de fundación de Bogotá.
Pese a ser uno de los más antiguos sectores de la ciudad, su arquitectura tradicional sufrió durante los hechos conocidos como El Bogotazo, el 9 de abril de 1948 en el centro de la ciudad.
El 30 de enero de 1993, la explosión de un coche bomba en la carrera novena, dejó 25 personas muertas y 70 heridos.

## Barrios vecinos

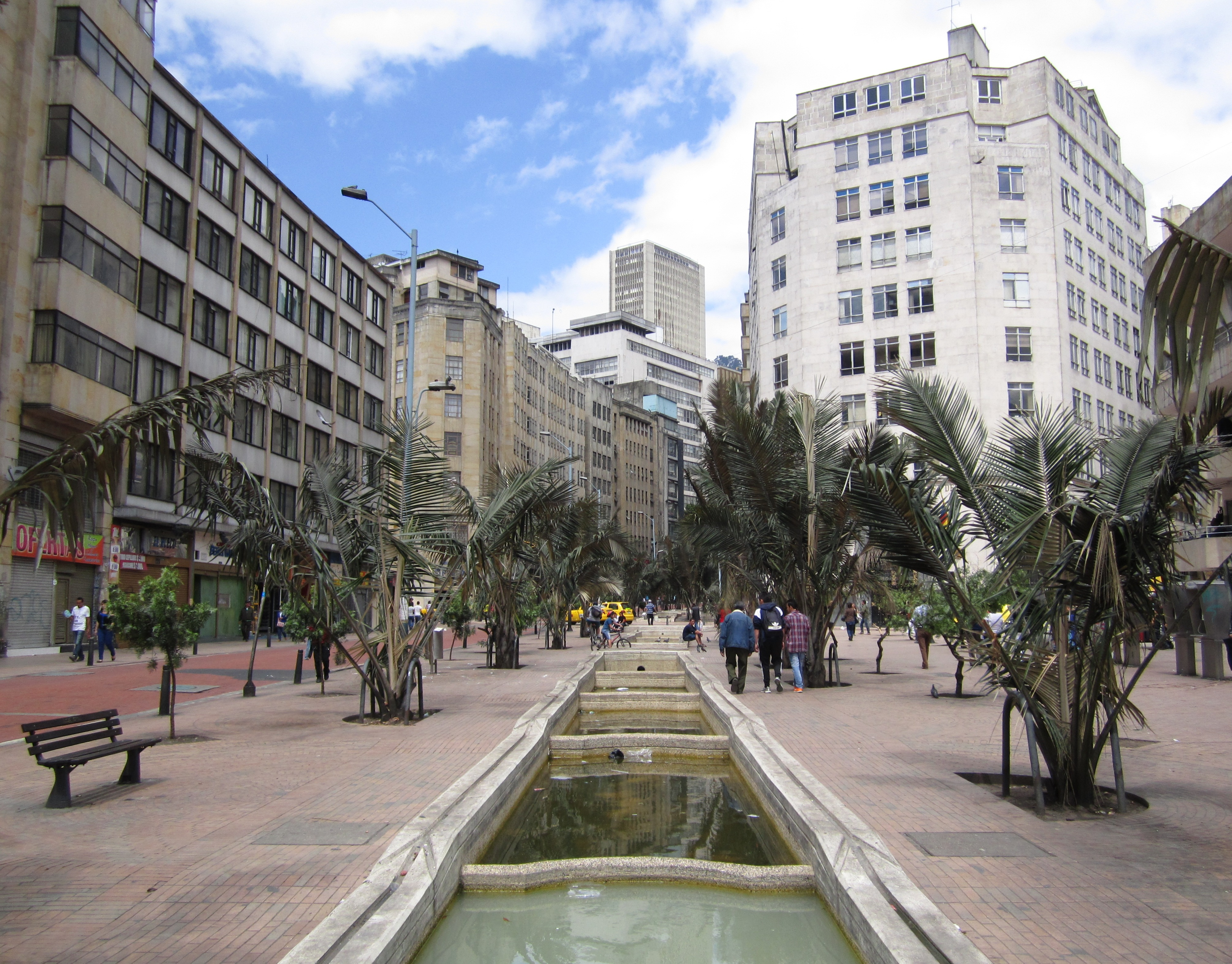
El Eje Ambiental separa los barrios Veracruz (izquierda) y La Catedral (derecha).

Veracruz limita al occidente con La Capuchina y al norte con Las Nieves, ambos situados a su vez en localidad de Santa Fe. Al oriente con Las Aguas y al sur con La Catedral, situados por su parte en la localidad de La Candelaria.

## Geografía
El barrio se encuentra cerca del piedemonte de los cerros Orientales de la ciudad, que se encuentran al este. Su terreno presenta por ende una inclinación que hace que su zona occidental sea más baja que la contraria. De hecho por su costado sur fluía el Río San Francisco.

## Edificios e instituciones

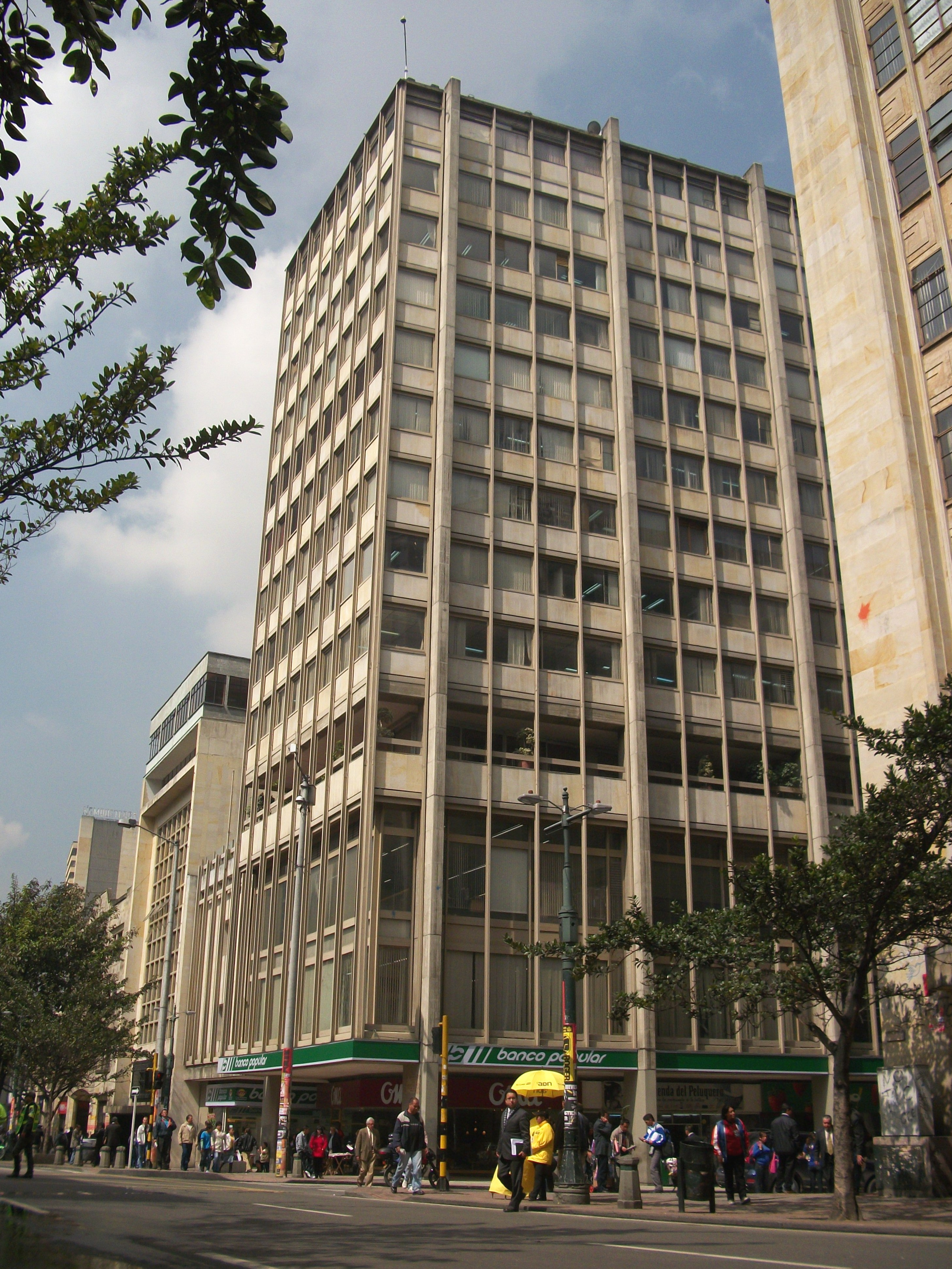
Edificio de oficinas en la carrera Séptima con calle Diecisiete.

En el barrio Veracruz se encuentran edificios notables como el Palacio de San Francisco, antigua Gobernación de Cundinamarca, el edificio del Banco de la República, la iglesia de San Francisco, la de La Veracruz, y la de La Tercera.

## Vías y acceso
Veracruz está delimitado por cuatro avenidas. Por el sur lo define el Eje Ambiental, por el oriente la carrera tercera, por el norte la avenida Diecinueve, y por el occidente la carrera Décima. Adicionalmente, al barrio lo atraviesan de sur a norte las carreras Quinta y sobre todo la Séptima, que es una de las principales vías de la ciudad.